# Agrocampus Ouest
Die Agrocampus Ouest ist eine französische Ingenieurhochschule, die 2008 gegründet wurde.
Die Schule steht unter der Aufsicht des französischen Landwirtschaftsministeriums und bildet Agraringenieure und Forscher aus.
Die Agrocampus Ouest ist in Angers und in Rennes. Die Schule ist Mitglied der Conférence des grandes écoles (CGE).

## Berühmte Forscher
- Corinne Bouchoux (* 1964), französische Historikerin und Politikerin